# Isla de Destacado
Destacado es una isla filipina, situada al noreste de la de Masbate.

## Descripción
La isla, situada al noreste de la de Masbate, está adscrita a la provincia de Sámar del Norte. Aparece descrita en el segundo volumen del Diccionario geográfico, estadístico, histórico de las Islas Filipinas (1851) de Manuel Buzeta Núñez y Felipe Bravo con las siguientes palabras:

DESTACADO: isla adscrita á la prov. de Masbate y Ticao; se halla sit. entre los 127° 45', y 127° 47' 50" long., 12° 16', y 12° 18' lat.; tiene por un promedio ¾ leg. de larga, y ½ leg. de ancha: su terreno es montuoso y bastante árido; dista unas 4 leg. de la costa N. E. de la isla de Masbate. Se halla inhabitada y sus costas son peligrosas y de dificil arribada por efecto de las corrientes y vientos que la combaten.
(Buzeta y Bravo, 1851, p. 15)